# Энни Уилсон
Энни Уилсон (англ. Annie Wilson) — персонаж телесериала «90210: Новое поколение». Роль Энни исполнила канадская актриса Шеней Граймс.

## До событий сериала
Энни Уилсон — родная дочь Гарри и Дэбби Уилсонов, проживавших в Канзасе вместе с приёмным сыном Диксоном.
До переезда в Беверли-Хиллз, можно сказать, что у Энни была идеальная жизнь — у неё была куча друзей, старшеклассник-парень Джейсон и роль в школьном спектакле.
Но когда стало ясно, что её бабушка, бывшая актриса Табита Уилсон находится в тяжёлом положении из-за алкоголя, семья решает вернуться в Лос-Анджелес и поддержать её. Фактически, тут мир Энни перевернулся с ног на голову, и Голливуд, полный соблазнов, показал свой оскал — современные школьники Западного Беверли-Хиллз, в котором Гарри Уилсон назначен директором, живут в своём особенном мире блеска и богатства.

## Сезон 1
Можно сказать, что поворотным моментом в судьбе девушки стало знакомство с одноклассницей Наоми Кларк — местной примадонной, с которой встречается школьный спортсмен Итан Уорд — несколько лет назад подаривший Энни один-единственный поцелуй, когда та приезжала на каникулы к бабушке.
Энни быстро находит подругу в лице бунтарки Эйрин Сильвер, благодаря которой попадает в постановку школьной версии мюзикла «Весеннее пробуждение». Вскоре Энни выпадает шанс выступить в главной роли на премьере мюзикла, после которого у неё должно было состояться свидание с Таем Коллинзом. Однако, Энни понимает, что она попала в вихрь стремительных перемен, польстившись на яркий образ жизни современных жителей Калифорнии и решила, что нужно остудить пыл — исполнительница главной роли, наркоманка Адрианна, уверена, что Энни увела у неё роль и поэтому подстраивает расставание Тая и Энни.
Между тем, Энни и Наоми начинают сближаться. Но! Первое правило подруг — не встречайтесь с их бывшими парнями. Сначала, Энни и Итану приходилось прятаться от Наоми, и когда она узнала об этом, то построила коварный план мести, который положил конец дружбе Наоми и Энни на вечеринке в честь шестнадцатилетия Энни в доме Уилсонов. Наоми попыталась соблазнить Джейсона, которого сама же и пригласила из Канзаса на день рождения Энни.
Можно понять Наоми, переживающие не самые лёгкие времена: расставание с Итаном и развод родителей — но всё же винить во всех бедах Энни было неразумно. В тот момент между девушками началась настоящая война.
Длилась она не так уж долго — Итан стал меняться на глазах после небольшой аварии, в которую он попал со своей одноклассницей Рондой Кимбл, и юноша понял, что он не так уж сильно и любит Энни. Энни же попросила прощения у Наоми за то, что за её спиной встречалась с Итаном и девушки вновь начали дружить.
До тех пор, пока в школе не объявился баламут Лиам Курт и коварная сестра Наоми, Джен. Чтобы проучить Наоми, Джен соблазняет Лиама на тайной вечеринке в доме Наоми, которая и так не уверена в себе — слишком уж долго она пытается начать серьёзные отношения с Лиамом, который кажется слишком независимым и свободным, да к тому же больше интересующийся Энни, чем Наоми. Обстоятельства складываются так, что Наоми приходит к выводу, будто бы это Энни переспала с Лиамом — она на глазах у всей школы оскорбляет Энни выгоняет прочь. Дров подкидывают и сами школьники, а кто-то из ребят даже выливает алкоголь на Энни. Разгневанная девушка убегает прочь от особняка Наоми и вызывает полицию, а затем прихватывает бутылку, которую распивает прямо за рулём машины. Энни сбивает неизвестного, и в панике покидает место преступления…

## Сезон 2
Следующий год обещает быть тяжёлым для Энни — после того, как стало известно, что это она вызвала полицию, чтобы отомстить Наоми, от неё отвернулись все подруги, даже Сильвер. И пока друзья отбывали наказание в летней школе, Энни всё лето провела в терзаниях, отслеживая любую новость о состоянии неизвестного мужчины, которого она сбила. Впрочем, вскоре всё заканчивается — мужчина умирает в госпитале. А в школе появляется новый ученик — звезда тенниса Тэдди Монтгомери и все узнают, что это именно он нашёл бездомного, лежащего на дороге.
Энни полностью ушла в себя, её не узнают родители, Диксон избегает её, она растеряла всех друзей, не отвечая на звонки Сильвер всё лето. Гуляя по пляжу, она встречает Марка, который только что перешёл в старшие классы и выпивает с ним. Вечером она позволяет себе слишком многое, и юноша снимает на мобильник фото обнажённой Энни. На следующее утро, Наоми слышит разговор парней и копирует фото на свой телефон. Через несколько дней, подстрекаемая Джен, Наоми рассылает фото всей школе, несмотря на то, что Энни просила Наоми этого не делать и даже призналась в том, чего не совершала. Сильвер пытается поддержать Энни, но девушку при водит в ярость то, что Сильвер не верит, что это Наоми разослала фото.
Вскоре выясняется, что бездомный мужчина — сошедший с ума миллионер, который учился в Западном Беверли, поэтому бывший миллионер завещал огромную сумму денег школе. Кроме того, сейчас здесь учится его племянник, молодой кинематографист Джаспер Герман, с которым у Энни вскоре начинается роман. Она рада наконец встретить человека, который также одинок и является изгоем в школе. Она даже не верит словам бывших друзей о том, что Джаспер — наркоторговец. Энни считает, что её предали и лишь сильнее отдаляется от Сильвер и брата, который уверен, что это Энни переспала с Лиамом в ту ночь. Однако когда девушка узнаёт, что Джаспер действительно продаёт наркотики школьникам, она хочет порвать с ним, но Джаспер уже догадался, что это Энни сбила его дядю и начинает шантажировать девушку.
В конце концов, Энни понимает, что рано или поздно правда всплывёт наружу, и она говорит Джасперу, что тот может идти в полицию, но она всё равно бросает его. Тогда Джаспер пытается покончить жизнь самоубийством, спрыгнув с надписи Голливуд, однако отделывается лишь переломами. Энни навещает его в больнице, и Джаспер говорит, что он всё ещё любит её и никогда бы не пошёл в полицию. Энни говорит, что разлюбила Джаспера, и они расстаются друзьями.
Между тем, Энни всё больше сближается с Лиамом, так как Наоми слишком занята возвращением Джен в её жизнь и не уделяет своему парню достаточно времени, что обижает его, так как после обмана и побега отца Финна, юноше как никогда нужна моральная поддержка, которую он и находит у Энни. В конце концов, Лиам порывает с Наоми. Закончив строительство лодки, он приглашает Энни на прогулку в море, где после доверительного разговора, Энни признаётся Лиаму в содеянном и решает рассказать всю правду своим родителям.

## Сезон 3
Энни пытается справиться с последствиями разговора с родителями, в результате которого Гарри бросил семью. Девушка устраивается работать помощником в театре и всячески избегает Лиама, хотя он очень нравится девушке — помня историю с Итаном, Энни не хочет обижать Наоми, ведь у неё итак осталось не слишком много подруг после того, как она вызвала полицию на ту вечеринку в дом Наоми и Джен. Тем не менее, Лиам целует девушку.
Кажется, что всё ведёт к тому, что Лиам и Энни станут новой парочкой Западного Беверли, но появление сводного брата Лиама, Чарли, вносит сумятицу в отношения молодых людей. К тому же, отбыв всё лето под домашним арестом, Энни с ужасом понимает, что Лиам пригласил её на чужую лодку, когда появляется её владелец с полицией. Тогда Энни понимает, что Лиам не готов к тому, чтобы заботиться о других.
Между тем, девушка получает возможность стажироваться в театральном агентстве под начальством некой Кэтрин, у которой есть собственные планы на девушку — она просит Энни стать донором яйцеклетки, так как она с мужем уже давно ищут подходящую девушку. Энни здорова, а кроме того ещё и очень похожа на Кэтрин в молодости. Энни соглашается на предложение, так как Кэтрин готова заплатить 20 тысяч долларов, но когда Дэбби узнаёт о поступке дочери, отговаривает её, и Энни приходится отказаться.
На личном фронте у Энни всё складывается хорошо — она познакомилась с очаровательным парнем по имени Чарли, который, к удивлению девушки, оказывается старшим сводным братом Лиама, с которым у юноши напряжённые отношения из-за разногласий, возникших между юношами несколько лет назад, когда Чарли переложил вину за воровство кредитных карточек на Лиама. Энни решает постараться забыть об этой ситуации, ведь Чарли красив, умён, к тому же он — начинающий писатель, занимающийся постановкой пьесы по собственному сценарию. Но когда Лиам попадает в больницу, между ним и Энни происходит откровенный разговор, закончившийся обоюдными признаниями и ночью любви. В конце концов Чарли и Лиам мирятся, у них с Энни начинаются серьёзные отношения. Они поступают с соседствующие колледжи и планируют будущую жизнь вместе. Энни находит работу у пожилой женщины, которая была звездой Голливуда, а теперь страдает от болезни Альцгеймера и живёт одна, покинутая родственниками. Они сближаются и девушка понимает, что Марла хочет покончить с собой. Делая все, чтобы вернуть ей интерес к жизни, Энни везет её на фестиваль, посвященный звездному фильму Марлы, и та дарит ей своё любимое ожерелье. Но для Марлы это всего лишь способ сказать «Прощай», она убивает себя. В семье Энни продолжаются денежные трудности, она и Диксон пытаются решить, чьи планы на колледж важнее, и тут объявляют завещание Марлы — она оставила Энни большую часть своего состояния. Лиам решает не идти в колледж и уехать на рыбацком судне. Энни обещает дождаться его.

## Сезон 4
В колледже Энни вступает в ведущее братство, но ради своей подруги Наоми становится двойным агентом. Из плавания возвращается Лиам, который за все лето ни разу не позвонил Энни, и делает ей предложение. Она не хочет выходить замуж, но пытается наладить отношения и узнает, что у её парня есть другая женщина, которая является женой погибшего друга, с которой они вместе живут в его баре «Оффшор». Объявляется родственники Марлы в лице Джереми, которые пытаются оспорить завещание. Диксон решает отказаться от колледжа. Энни меняется, она флиртует с мужчинами и привлекает внимание девушки из сестринства, которая вовлекает её в оказание эскорт-услуг. Энни волнует моральная сторона такой работы, но тяжба из-за наследства не окончена, а ей нужны деньги. Когда у Диксона начинаются проблемы с наркотиками, никто не замечает этого, кроме Адрианны, на которую Энни все ещё зла. Чтобы оплатить реабилитацию брата, девушка идет на разделение наследства Марлы. Лиам пытается помочь Энни с её проблемами, но его сбивает на машине Ванесса, которая решает влюбить его в себя и раскрутить как актёра. Вернувшись из Франции, Энни понимает, что вернуть Лиама будет сложнее, чем она думала, потому что загадочная Ванесса крепко держит его в отношениях, построенных на лжи, ведь Ванесса не признается в том, что это она сбила Лиама. Энни беспокоит здоровье брата, в то же время она чувствует дискомфорт от бесполезного владения большим наследством, и пытается заняться благотворительностью. Ванесса плетет интриги, помогая Лиаму с актёрской карьерой, он поглощен работой и их с Энни пути расходятся. Девушка добивается от известного богача ПиДжея Хеллинсбурга помощи в организации благотворительного фонда. Пригласив его в особняк, она знакомит его со своей подругой Наоми Кларк, которая сильно влюбляется. Наоми и её сестра Джен начинают бороться за расположение ПиДжея, которому это нравится. Энни не понимает их поведения, а ПиДжей убеждает её в том, что ей самой не хватает парня. На благотворительном мероприятии она знакомится с серфером и влюбляется, но он оказывается священником. Наоми и ПиДжей начинают встречаться, а Энни выясняет, что он потеряет свой трастовый фонд, если не женится до 28 лет. Когда Энни возвращается домой, Наоми говорит ей, что они с ПиДжеем помолвлены. Теперь Энни стоит перед выбором: раскрывать ли тайну о наследстве ПиДжея подруге?

## Критика
Серьёзным обвинениям со стороны родителей и прессы стал тот факт, что во время съёмок сериала, а также на большом количестве промофотографий и в самих эпизодах шоу, исполнительница роли Шеней Граймс и её коллега Джессика Строуп (сыгравшая Эйрин Сильвер) выглядят крайне худыми. Журнал «US Weekly» опубликовал статью об актрисах в своём журнале, поместив их фото на обложку, а позже ресурс «Entertainment Weekly» разместил статью на своём сайте, в которой говорилось, что сериал и съёмочную группу обвиняют в дурном влиянии на девушек-подростков, пытающихся всячески сбросить вес и буквально одержимых этой мыслью — по их словам, мировые СМИ буквально навязывают стереотип «худой» красоты. В связи с этим, пошли слухи, часто повторяющиеся в журналах и на сайтах, посвящённых светской хронике, в которых говорилось, что продюсеры решили вмешаться в жизнь актрис и уговорили их набрать вес, так как общественность считает их худобу нездоровой. Позже, в одном из интервью, которое актриса Лори Локлин дала на шоу Бонни Хант, женщина высказала свою точку зрения на происходящее: «Возможно, они выглядят слишком худыми, но я часто вижу, как они с удовольствием едят. В любом случае, это их личное дело, а СМИ оказываются слишком беспощадными по отношению к молодым актрисам, привлекая всеобщее внимание и заставляя общественность выливать на них негатив».

## Награды
За исполнение роли Энни актриса номинировалась на премию «Teen Choice Awards» в 2010 году.